# 連邦首相府 (オーストリア)
連邦首相府（れんぽうしゅしょうふ、独：Bundeskanzleramt）は、オーストリアの連邦首相の官邸。
ウィーンの中心部にあり、18世紀初頭に建設された。バルハウス広場をはさんで正面には、連邦大統領公邸があるホーフブルク宮殿がある。